# 馬思純
马思纯（1988年3月14日—），安徽省蚌埠市人，中國大陸女演员，2016年，以《七月与安生》林七月一角与饰演李安生一角的周冬雨共同获得第53届金马奖最佳女主角奖。

## 生平
1995年，7岁的马思纯便参演了个人的首部电影《三个人的冬天》。2000年，13岁的马思纯参演了个人的首部电视剧《大宅门》。2007年，马思纯因担任饶雪漫小说《甜酸》的书模而被更多人认识。2008年，马思纯主演了爱情剧《恋人》。2011年，马思纯出演了都市剧《摩登新人类》。2012年，马思纯凭借电影《岁月无声》获得第14届中国电影表演艺术学会金凤凰奖新人奖 。2013年，马思纯主演了言情剧《未婚妻》。2014年，马思纯因主演苏有朋的导演处女作《左耳》而赢得更多观众的肯定，并且入围第52届金马奖最佳女配角。
2015年，马思纯主演了悬爱剧《他来了，请闭眼》；同年5月，马思纯出版了个人首本图文随笔集《如果有一件小事是重要的》。
2016年，在电影《七月與安生》中饰演七月一角，被大众媒体称为「生涯最好作品」，并首度入围且获得第53屆金馬獎最佳女主角奖（与同片周冬雨同获）。
2017年5月，马思纯确定与陈伟霆搭档主演现代都市励志剧《橙红年代》，而她则在剧中饰演才貌双全且敢爱敢恨，有胆有识又温婉柔情的麻辣警花胡蓉；8月，其出演的古装探案片《狄仁杰之四大天王》杀青；9月，马思纯又凭借《左耳》获得了第16届中国电影表演艺术学会金凤凰奖学会奖；随后，她还首次入选福布斯中国名人榜位列第七十九。
2018年3月，马思纯开始以固定嘉宾的身份参加情境益智互动推理秀《我是大侦探》；4月30日，她参加了中央电视台五四青年节晚会的录制，而她在晚会上则获得了“五月的鲜花”优秀青年演员的称号；5月，其领衔主演的现代剧情片《荞麦疯长》在重庆开机；8月她还入选了福布斯中国“30位30岁以下精英”榜（娱乐领域）。
2019年伊始，马思纯以固定嘉宾身份参加的中国首档社会公益性科技节目《智造将来》开播；随后，她又主演了都市情感励志剧《加油，你是最棒的》，并为该剧的拍摄增肥十五斤；4月4日，其主演的《风中有朵雨做的云》上映，同时她也与众主演合唱了该片的主题曲《一场游戏一场梦》；5月，马思纯与众多艺人联袂主演的民国剧情片《第一炉香》开机；8月，她还第二次入选了福布斯中国名人榜，而其排名则上升到了第61位。

## 个人生活
- 馬思純喜欢旅行、看电影、运动、打网球和做瑜伽[9][10]。
- 馬思純母親蒋雯娟是她的經紀人，也是蔣雯麗的經紀人。
- 演员蒋雯丽是马思纯的阿姨。
- 與周冬雨因《七月與安生》成為好朋友。

### 個人感情
- 2015年，與大陸藝人歐豪因拍攝電影《左耳》結識並相戀。
- 2017年3月14日，在馬思純生日當日，歐豪在微博大方為其送上生日祝福，二人戀情正式曝光。

- 2018年8月8日，馬思純透過工作室在微博上宣佈與歐豪正式分手[11]。

- 2022年8月11日，张哲轩晒出马思纯镜头下的自己，证明二人已恋爱。

## 影视作品

### 电视剧
| 首播年份 | 剧名             | 角色             | 备注                           |
| 2001年   | 大宅门           | 白玉婷（少年）   |                                |
| 2010年   | 恋人             | 思纯             | 原名：爸爸，我怀了你的孩子     |
| 2011年   | 摩登新人类       | 温雪             |                                |
| 2012年   | 刷新3+7          | 小苗             |                                |
| 2013年   | 未婚妻           | 蓝小依           |                                |
| 2014年   | 爱情最美丽       | 马晓灿           |                                |
| 2014年   | 不可思议的夏天   | 沙织             | 網路劇，第四話《慕名信》       |
| 2014年   | 武媚娘传奇       | 贺兰敏月         |                                |
| 2015年   | 他来了，请闭眼   | 简瑶             |                                |
| 2015年   | 芈月传           | 魏頤（秦武王后） |                                |
| 2016年   | 会痛的十七岁     | VIVI             | 網路劇，第六单元《会痛的石头》 |
| 2017年   | 将军在上         | 叶昭             | 网路剧                         |
| 2018年   | 橙红年代         | 胡蓉             |                                |
| 2019年   | 加油，你是最棒的 | 福子             |                                |
| 2021年   | 你是我的城池营垒 | 米佧             |                                |
| 2022年   | 江照黎明         | 李晓楠           | 网路剧                         |
| 2024年   | 侦察英雄         | 文婕             |                                |
| 2024年   | 烟火人家         | 李衣锦           |                                |
| 待播     | 人之初           |                  |                                |
| 待播     | 盛怒             |                  | 网路剧                         |
| 待播     | 迷径之上         |                  | 网路剧                         |

### 电影
| 上映年份 | 电影名           | 角色   | 备注       |
| 1995年   | 三个人的冬天     |        |            |
| 2008年   | 秘岸             | 青青   |            |
| 2010年   | 我们天上见       | 小翠   |            |
| 2012年   | 岁月无声         | 楊朵朵 |            |
| 2014年   | 只要一分鐘       | 友琪   |            |
| 2015年   | 左耳             | 黎吧啦 |            |
| 2015年   | 我的男友和狗     | 友琪   |            |
| 2015年   | 解救吾先生       | 刘芸   |            |
| 2016年   | 盗墓笔记         | 阿寧   |            |
| 2016年   | 七月与安生       | 林七月 |            |
| 2017年   | 妖铃铃           |        | 客串       |
| 2018年   | 奇葩朵朵         | 朱珠   |            |
| 2018年   | 狄仁杰之四大天王 | 水月   |            |
| 2019年   | 風中有朵雨做的雲 | 唐小諾 |            |
| 2019年   | 大约在冬季       | 安然   |            |
| 2020年   | 荞麦疯长         | 雲蕎   |            |
| 2021年   | 第一爐香         | 葛薇龙 |            |
| 2022年   | 断·桥            | 聞曉雨 |            |
| 2025年   | 恋曲尘封         | 少年岚 | 原名<白相> |
| 待上映   | 我的妈耶         |        |            |
| 待上映   | 爱是愤怒         |        |            |
| 待上映   | 纯爱地           | 徐秋   |            |

### 话剧
| 上映年份 | 电影名   | 角色 |
| -------- | -------- | ---- |
| 2010年   | 希尔斯堡 |      |
| 2016年   | 如梦之梦 |      |

### 音樂錄影帶
- 2017年 李榮浩《就這樣》
- 2017年 齊秦《可惜了》

## 出版书籍
- 2015年 《如果有一件小事是重要的》 （ISBN 9787-5447-5427-9）

## 獎項
| 年份   | 奖项                                        | 作品                 | 备注 |
| ------ | ------------------------------------------- | -------------------- | ---- |
| 2013年 | 第14届中国电影表演艺术学会金凤凰奖 - 新人奖 | 《岁月无声》         | 獲獎 |
| 2015年 | 第52届金马奖 - 最佳女配角                   | 《左耳》             | 提名 |
| 2016年 | 微博之夜年度 - 电影新力量女演员奖           | 《左耳》             | 獲獎 |
| 2016年 | 微博之夜年度 - 最美表演奖                   | 《左耳》             | 獲獎 |
| 2016年 | 第53届金马奖 - 最佳女主角                   | 《七月与安生》       | 獲獎 |
| 2016年 | 第23届香港电影评论学会大奖 - 最佳女演员     | 《七月与安生》       | 提名 |
| 2017年 | 第36届香港电影金像奖 - 最佳女主角           | 《七月与安生》       | 提名 |
| 2017年 | 第16届中国电影表演艺术学会金凤凰奖 - 学会奖 | 《左耳》             | 獲獎 |
| 2018年 | 第24届华鼎奖 - 中国古装题材电视剧最佳女演员 | 《将军在上》         | 提名 |
| 2018年 | 第34届大众电影百花奖 - 最佳女主角           | 《七月与安生》       | 提名 |
| 2019年 | 第26届华鼎奖 - 中国当代题材电视剧最佳女演员 | 《加油，你是最棒的》 | 提名 |